# Stacyian Jackson
Stacyian Jackson (geboren 1989 in Rotterdam) ist eine niederländische Schauspielerin.

## Leben und Wirken
Stacyian Jackson stand bereits als Kind auf der Bühne. Sie studierte ab 2009 an der Amsterdamse Toneelschool & Kleinkunstacademie, der Hochschule für Darstellende Kunst von Amsterdam. Nach ihrem Abschluss im Jahr 2013 spielte sie in einer Reihe von niederländischen Theaterproduktionen, überwiegend der freien Szene. So spielte sie zum Beispiel in der mehrfach ausgezeichneten Musical-Produktion Woef Side Story am Theater Rotterdam (Regie: Peter Kramer) und arbeitete 2015/16 in der Produktion WijkSafari Bijlmer mit der Regisseurin Adelheid Roosen zusammen. Sie gastierte bei verschiedenen Theaterfestivals und wirkte Filmen und TV-Serien mit. 
2016 ging Jackson nach Deutschland, wo sie wieder in der freien Theaterszene arbeitete. 2017 war sie in Don’t Worry Be Yoncé, einem Stück über Beyoncé in einer Inszenierung von Stephanie van Batum, an den Münchner Kammerspielen zu sehen. Sie gastierte in dieser Rolle in Amsterdam, Köln, am Schauspielhaus Bochum, im Studio Я am Maxim Gorki Theater, am Berliner Ensemble und im September 2017 schließlich auch beim Amsterdam Fringe Festival.
Im Juni 2017 gastierte sie zudem gemeinsam mit Jakob Geßner, Carolin Hartmann, Luise Kinner, Jonathan Müller, Leon Pfannenmüller und Oleg Tikhomirov am Münchner Volkstheater in Paradies Fluten von Thomas Köck (Regie: Jessica Glause). 2018 gehörte sie an den Münchner Kammerspielen zur Uraufführungsbesetzung von Marta Górnickas Chorstück Jedem das Seine. Ein Manifest.
Mit Beginn der Direktion von Martin Kušej war Jackson ab Herbst 2019 bis zum Sommer 2022 festes Ensemblemitglied des Wiener Burgtheaters, an dem sie mittlerweile als Gast weiterhin auftritt. Sie wurde von mehreren Regisseuren in zentralen Rollen besetzt. Beispielsweise in (Ob)sessions im Kasino am Schwarzenbergplatz und in Lucy Kirkwoods Das Himmelszelt, inszeniert von Tina Lanik. In Shakespeares Historienstück Richard II., das im April 2021 seine Vor-Premiere im Bregenzer Festspielhaus hatte, übernahm Jackson unter der Regie von Johan Simons, der durch die Übertragung großer Textteile die „politische Funktion“ ihrer Rolle deutlich aufwertete, die Königin Isabella an der Seite von Jan Bülow in der Titelrolle. Simon Stone besetzte sie in Komplizen, einer Kompilation zweier Theaterstücke von Maxim Gorki, und Barbara Frey in ihrer Dramatisierung der Erzählung Der Untergang des Hauses Usher von Edgar Allan Poe. 
Seit der Spielzeit 2022/23 ist Stacyian Jackson festes Ensemblemitglied am Schauspielhaus Bochum.